# 왕야오칭
왕야오칭(중국어: 王耀慶, 한자음: 왕요경, 1974년 7월 15일 ~ )은 중화민국의 배우이다.

## 출연작

### 드라마
- 2010년 베이징 텔레비전 품질극장 《두라라승직기》 - 왕위 역
- 2012년 동방 위성 텔레비전 동방극장 《부침》 - 루판 역
- 2012년 베이징 텔레비전 품질극장 《서울임사부》 - 포금회 역
- 2013년 후난위성텔레비전 금응독파극장 《소아난양》 - 옌다오신 역
- 2013년 동방 위성 텔레비전 동방극장 《소파파》 - 테일러 역
- 2014년 후난위성텔레비전 청춘일요일 《창전기》 - 왕야오칭 역
- 2014년 산동 위성 텔레비전 화양극장 《산과의생》 - 샤오청 역
- 2015년 아이치이 웹드라마 《풍운의 대가문》 - 건륭 역
- 2016년 장쑤 위성 텔레비전 행복극장 《호선생》 - 강호곤 역
- 2017년 베이징 텔레비전 품질극장 《직장시개기술활》 - 심지택 역
- 2018년 베이징 텔레비전 품질극장 《탈신》 - 장효광 역
- 2018년 유쿠 웹드라마 《북경여자도감》 - 허사명 역
- 2018년 산동 위성 텔레비전 화양극장 《최호적안배》 - 염약주 역
- 2018년 저장 위성 텔레비전 중국람극장 《창업시대》 - 이분등 역
- 2019년 안후이 위성 텔레비전 해돈제일극장 《친애적혼인》 - 정대성 역
- 2019년 저장 위성 텔레비전 중국람극장 《몽재해저변》 - 진륵 역
- 2019년 산동 위성 텔레비전 화양극장 《애시환락적원천》 - 장홍성 역
- 2020년 장쑤 위성 텔레비전 행복극장 《결승법정》 - 케빈 역
- 2020년 후난위성텔레비전 금응독파극장 《하일참시행복》 - 예루밍 역
- 2020년 아이치이 웹드라마 《타기실몰유나마애니》 - 육호 역
- 2022년 후난위성텔레비전 금응독파극장 《완미반려》- 린칭쿤 역
- 2022년 후난위성텔레비전 금응독파극장 《호호설화》 - 리헝지 역
- 2023년 망고 TV 웹드라마《이애위영》 - 친샤오밍 역

### 영화
- 2020년 《적호서생》 - 유도연 역